# Cristal Money
Cristal Money, född 13 februari 2012 i Frankrike, är en fransk varmblodig travhäst. Han tränades av Thierry Duvaldestin och kördes av Franck Nivard.
Cristal Money tävlade åren 2014–2016 och sprang in 523 330 euro på 20 starter varav 9 segrar, 3 andraplatser och 1 tredjeplatser. Han tog karriärens största seger i Prix de l'Étoile (2015). Han har även vunnit Prix Emmanuel Margouty (2014), Prix Paul-Viel (2015), Prix Piérre Plazen (2015), Prix Abel Bassigny (2015) och Prix Jacques de Vaulogé (2015) samt kommit på andraplats i Prix Timoko (2014), Prix Paul Karle (2015) och Europeiskt treåringschampionat (2015) och på tredjeplats i Prix Albert-Viel (2015).

## Statistik
| Statistik för Cristal Money (Ref.) | Statistik för Cristal Money (Ref.) | Statistik för Cristal Money (Ref.) | Statistik för Cristal Money (Ref.) | Statistik för Cristal Money (Ref.) | Statistik för Cristal Money (Ref.) |
| ---------------------------------- | ---------------------------------- | ---------------------------------- | ---------------------------------- | ---------------------------------- | ---------------------------------- |
| Starter                            | Placeringar                        | Startprissumma                     | Segerprocent                       | Platsprocent                       | Rekord                             |
| 20                                 | 9-3-1                              | 523 330 euro                       | 45 %                               | 65 %                               | 1.13,2ak,                          |

### Större segrar
| År   | Lopp                    | Kusk                | Vinstbelopp | Grupp   |
| ---- | ----------------------- | ------------------- | ----------- | ------- |
| 2014 | Prix Emmanuel Margouty  | Thierry Duvaldestin | 54 000 EUR  | Grupp 2 |
| 2015 | Prix Paul-Viel          | Franck Nivard       | 54 000 EUR  | Grupp 2 |
| 2015 | Prix Piérre Plazen      | Franck Nivard       | 54 000 EUR  | Grupp 2 |
| 2015 | Prix de l'Étoile        | Franck Nivard       | 108 000 EUR | Grupp 1 |
| 2015 | Prix Abel Bassigny      | Franck Nivard       | 54 000 EUR  | Grupp 2 |
| 2015 | Prix Jacques de Vaulogé | Franck Nivard       | 54 000 EUR  | Grupp 2 |